# 1953 în științifico-fantastic
- 1952 în științifico-fantastic — 1953 în științifico-fantastic — 1954 în științifico-fantastic

1953 în științifico-fantastic a implicat o serie de evenimente:
- Este acordat pentru prima dată Premiul Hugo pentru cel mai bun roman în cadrul celei de-a 11 ediții Worldcon
- 5-7 septembrie: Worldcon, la Philadelphia, președinte: Milton Rothman, invitat de onoare: Willy Ley
- Apare pentru prima dată revista franceză Galaxie.

## Nașteri și decese

### Nașteri
- 10 februarie : John Shirley, scriitor american.
- 16 aprilie : J. Neil Schulman, scriitor american, mort în 2019.
- 10 septembrie : Pat Cadigan, scriitor american.
- 15 octombrie : Walter Jon Williams, scriitor american.
- 15 decembrie : Robert Charles Wilson, scriitor canadian.

- Doug Beason
- Richard Canal
- Robert N. Charrette
- Lisa Goldstein
- Wolfgang Hohlbein
- Bernhard Kegel
- Tony Rothman
- S. M. Stirling
- Norbert Stöbe
- Bob van Laerhoven
- Alan Moore

### Decese
- Richard Frankfurter (n. 1873)
- Joseph Ingham Greene (n. 1897)
- Paul Gurk (Pseudonym von Franz Grau; n. 1880)
- Alexander Niklitschek (n. 1892)
- Thomas Westerich (n. 1879)

## Cărți

### Romane
- Fahrenheit 451 de Ray Bradbury
- Mission of Gravity de  Hal Clement
- A doua Fundație de  Isaac Asimov
- Ring Around the Sun de Clifford D. Simak

### Colecții de povestiri
- Contes de l'absurde de  Pierre Boulle
- The Golden Apples of the Sun de Ray Bradbury

### Povestiri
- „A șaptea victimă” de Robert Sheckley
- „Colony” de Philip K. Dick
- „Demonii” de Robert Sheckley
- „Dorințele regelui”  de Robert Sheckley
- „Forma” de Robert Sheckley
- „Impostorul” de Philip K. Dick
- „The Indefatigable Frog” de Philip K. Dick
- „Monștrii” de Robert Sheckley
- „Neatins de mâini omenești” de Robert Sheckley
- „Paycheck” de Philip K. Dick
- „Specialistul” de Robert Sheckley
- „The Trouble with Bubbles” de Philip K. Dick
- „Un OZN de singurătate” de Theodore Sturgeon
- „Varietatea a doua”  de Philip K. Dick
- „Zmeul auriu și vântul argintiu”  de Ray Bradbury

## Filme
| Titlu                                            | Regizor                                        | Distribuție                                             | Țara                                                                               | Sub-Gen /Note  |
| ------------------------------------------------ | ---------------------------------------------- | ------------------------------------------------------- | ---------------------------------------------------------------------------------- | -------------- |
| Abbott and Costello Go to Mars                   | Charles Lamont                                 | Bud Abbott, Lou Costello, Mari Blanchard                | Statele Unite ale Americii                                                         |                |
| Abbott and Costello Meet Dr. Jekyll and Mr. Hyde | Charles Lamont                                 | Bud Abbott, Lou Costello, Boris Karloff                 | Statele Unite ale Americii                                                         |                |
| The Beast from 20,000 Fathoms                    | Eugene Lourie                                  | Paul Christian, Paula Raymond, Cecil Kellaway           | Statele Unite ale Americii                                                         |                |
| Cat-Women of the Moon                            | Arthur D. Hilton                               | Sonny Tufts, Victor Jory, Marie Windsor, Carol Brewster | Statele Unite ale Americii                                                         | [ 2 ]          |
| Commando Cody: Sky Marshal of the Universe       | Harry Keller, Franklin Adreon, Fred C. Brannon | Judd Holdren, Aline Towne                               | Statele Unite ale Americii                                                         | Serie de filme |
| Donovan's Brain                                  | Felix E. Feist                                 | Lew Ayres, Gene Evans, Nancy Davis                      | Statele Unite ale Americii                                                         |                |
| Four Sided Triangle                              | Terence Fisher                                 | Barbara Payton, John Van Eyssen, Percy Marmont          | Regatul Unit al Marii Britanii și al Irlandei de Nord                              |                |
| Invaders from Mars                               | William Cameron Menzies                        | Jimmy Hunt, Arthur Franz, Helena Carter                 | Statele Unite ale Americii                                                         |                |
| It Came from Outer Space                         | Jack Arnold                                    | Richard Carlson, Barbara Rush, Charles Drake            | Statele Unite ale Americii                                                         |                |
| Killers from Space                               | W. Lee Wilder                                  | Peter Graves                                            | Statele Unite ale Americii                                                         |                |
| The Lost Planet                                  | Spencer Gordon Bennet                          | Judd Holdren, Vivian Mason, Michael Fox                 | Statele Unite ale Americii                                                         | Serie de filme |
| The Magnetic Monster                             | Curt Siodmak                                   | Richard Carlson, King Donovan, Harry Ellerbe            | Statele Unite ale Americii                                                         |                |
| Mesa of Lost Women                               | Herbert Tevos, Ron Ormond                      | Jackie Coogan, Richard Travis, Allan Nixon, Mary Hill   | Statele Unite ale Americii                                                         |                |
| The Neanderthal Man                              | Ewald Andre Dupont                             | Robert Shayne, Doris Merrick, Richard Crane             | Statele Unite ale Americii                                                         |                |
| Phantom from Space                               | W. Lee Wilder                                  | Ted Cooper, Rudolph Anders, Noreen Nash                 | Statele Unite ale Americii                                                         |                |
| Port Sinister                                    | Harold Daniels                                 | James Warren, Lynne Roberts, Paul Cavanagh              | Statele Unite ale Americii                                                         | [ 3 ]          |
| Project Moonbase                                 | Richard Talmadge                               | Donna Martell, Hayden Rorke, Ross Ford                  | Statele Unite ale Americii                                                         |                |
| Robot Monster                                    | Phil Tucker                                    | George Nader, Claudia Barrett, Selena Royle             | Statele Unite ale Americii                                                         | [ 4 ]          |
| Snow Creature                                    | W. Lee Wilder                                  | William Phipps                                          | Statele Unite ale Americii                                                         |                |
| Spaceways                                        | Terence Fisher                                 | Howard Duff, Eva Bartok, Alan Wheatley                  | Regatul Unit al Marii Britanii și al Irlandei de Nord · Statele Unite ale Americii |                |
| The Twonky                                       | Arch Oboler                                    | Hans Conried, Billy Lynn, Gloria Blondell, Janet Warren | Statele Unite ale Americii                                                         | [ 5 ]          |
| The War of the Worlds                            | Byron Haskin                                   | Gene Barry, Ann Robinson, Les Tremayne, Lewis Martin    | Statele Unite ale Americii                                                         | [ 6 ]          |

## Premii
- Premiul Hugo pentru cel mai bun roman:[8] Omul demolat de Alfred Bester